# Fjord des Montagnes
Le fjord des Montagnes, également connu sous le nom de canal des Montagnes (en espagnol : Canal de las Montañas, est un fjord situé à l'ouest de la ville de Puerto Natales, dans la région de Magallanes et de l'Antarctique chilien, au Chili. Il se trouve à l'intérieur de la réserve nationale Alacalufes. D'une longueur totale de 66 km le fjord s'étend, le long d'un axe nord-sud, entre deux chaînes de montagnes, la cordillère Sarmiento à l'ouest et la cordillère Riesco (en) à l'est.